# Gunki monogatari
Gunki monogatari (軍記物語?   «crónicas de guerra» o «cuentos de guerra») es una categoría de la literatura japonesa escrita principalmente en los períodos Kamakura y Muromachi que se centra en las guerras y los conflictos, especialmente en las guerras civiles que tuvieron lugar entre el 1156 y el 1568. Ejemplos de este género incluyen el Hōgen Monogatari y el Heiji Monogatari. El más conocido gunki monogatari es el Heike Monogatari.

## Autoría
A diferencia de sus homólogos Heian, como el Genji Monogatari, muchos de los cuentos de guerreros medievales no tienen autores identificables y generalmente están compuestos por varias personas. Los autores no escribieron las historias completamente de principio a fin, sino que las editaron y reescribieron varias veces.

## Distribución
Hubo dos formas en que se transmitieron los gunki monogatari: a través de yomimono (textos escritos) y mediante la recitación de sacerdotes ciegos conocidos como biwa hōshi. Las prácticas orales tenían un componente ritual, ya que se pensaba que restablecían el orden en la sociedad y pacificaban las almas enojadas de los guerreros muertos en la batalla, pero también funcionaban como entretenimiento en el camino.
Históricamente, los cuentos de guerreros han logrado mucho reconocimiento a través de sus recitaciones acompañadas por el laúd, lo que lleva a la idea errónea de que los gunki monogatari se escribieron originalmente con el único propósito de memorizar y recitar.
Sin embargo, las comparaciones de manuscritos originales cuidadosamente conservados revelan que el Heike monogatari, el cuento de guerra más famoso, fue escrito originalmente pseudohistóricamente para narrar la batalla entre las familias Minamoto y Taira. Al formular este relato, el autor tomó mucho de las narraciones orales existentes, así como de los diarios y otros registros históricos. Dado que el registro original fue escrito para ser leído, no recitado, tuvo que ser revisado para su recitación. La copia autorizada actual del Heike es el resultado de las transcripciones de estas recitaciones orales.

## Estilo y forma
Los cuentos de guerra medievales están escritos en una mezcla de japonés y chino; la prosa era japonesa, pero incluía numerosas frases chinas, a diferencia de los cuentos de guerreros del período Heian medio, que estaban compuestos en kanbun (prosa china). Aunque los textos están escritos principalmente en prosa, también incluyen poemas ocasionales, generalmente waka.
Otra diferencia clave entre los cuentos de guerra medievales y sus predecesores es que la literatura Heian toma la forma de registros históricos, mientras que los cuentos medievales realmente entran en la categoría de monogatari. Mientras que ambos se enfocan a menudo en torno a un único guerrero que causó una gran perturbación social, los cuentos de guerra medievales tienen un enfoque único en los pensamientos y experiencias personales de los guerreros individuales. La literatura heiana se enfoca en la visión de la capital de los disturbios provinciales, pero los cuentos de guerra medievales cambian su perspectiva para enfocarse en aquellos realmente involucrados en la guerra, a menudo simpatizando con los guerreros derrotados. Los autores de los gunki monogatari no dudan en simpatizar con los guerreros o moralizar sus acciones.
La forma general de la narrativa del guerrero generalmente consta de tres partes, que describen respectivamente las causas de la guerra, las batallas en sí y las consecuencias de la guerra. Los textos son generalmente episódicos, divididos en numerosos cuentos pequeños que a menudo se centran en incidentes o guerreros seleccionados. Este es un resultado de la transmisión oral del texto. Las escenas de batalla también reflejan una conexión con las prácticas orales. Por ejemplo, si examinamos diferentes versiones del Heike monogatari, podemos ver que las versiones anteriores, como el Shibu kassenjō, incluían solo una descripción general de la batalla en sí, mientras que las versiones posteriores incluyen acciones de guerreros individuales. Además, los cuentos posteriores transforman a los guerreros de figuras humanas en héroes idealizados que encarnan la ética guerrera. Estos relatos posteriores son probablemente ficticios, un resultado de la tendencia de los cuentos orales a usar personas y eventos reales e integrarlos con temas prescritos para crear presentaciones efectivas. Así, los cuentos de guerreros son una mezcla de hechos históricos y ficción dramática.
También podemos establecer vínculos entre las tradiciones orales y la manera en que se llevan a cabo estas escenas de batalla. Las escenas de batalla comúnmente incluyen descripciones de la vestimenta y la armadura del guerrero, que se usan tanto para identificar al guerrero como para describir la personalidad del guerrero. Estas descripciones eran formuladas, pero aun así describían efectivamente los atributos del guerrero individual. Otra parte de las escenas de guerreros fue el héroe que anunció su nombre, un discurso que incluyó no solo su nombre y título personal, sino también sus conexiones y logros familiares.

### Ética del guerrero
Los gunki monogatari ponen mucho énfasis en la ética del guerrero. Este sistema moral incluye, ante todo, la lealtad al señor y ser valiente frente a una muerte segura. Esto se manifiesta en el espíritu de sacrificio personal de los Sanemori del Heike Monogatari, quienes a pesar de su edad, se vuelven repetidamente para atacar al enemigo para proteger a las fuerzas del Heike que se retiran. Esta lealtad está firmemente ligada al concepto de honor personal; Los guerreros preferirían morir y ser elogiados póstumamente que vivir con un nombre manchado.
El código de honor también rechaza la compasión cuando entra en conflicto con el deber. Esto se ilustra en el Heike monogatari cuando un joven guerrero de Genji Yukishige se enfrenta a Takahashi y lo mata a pesar del hecho de que este último le había salvado la vida por el parecido juvenil de Yushikige con su propio hijo. Mientras que la compasión por un enemigo juvenil debido al afecto paternal es un estribillo común en el complot de los gunki monogatari, la lealtad inquebrantable de Yushikige a su campamento a expensas de la compasión es posiblemente más cercana al concepto rígido de honor propugnado por la clase guerrera. Esta rígida adhesión al código de lealtad se refleja en el famoso episodio Atsumori-Naozane, donde las exhortaciones de la ética guerrera superan el arrepentimiento de Naozane y obliga a su mano a matar.
Además de prescribir el código moral "correcto" a seguir, la ética del guerrero también restringe y dicta las acciones de los guerreros en niveles más superficiales. Por ejemplo, cortar las cabezas de los enemigos como trofeos de guerra se consideraba la norma en el campo de batalla, pero se condenaba por no tener rival si el enemigo ya se había rendido.
La ética del guerrero dicta un curso de acción establecido que los guerreros deben seguir independientemente de sus sentimientos o inclinaciones personales. Un ejemplo de esto es la batalla clásica entre 'deber' y 'deseo' que se desarrolla en la historia de Atsumori en el Heike Monogatari. Sin embargo, las aberraciones entre las acciones de diferentes personajes en varias versiones de los cuentos de guerra traicionan diferencias en la forma en que varios editores y autores percibieron la ética guerrera ideal; por lo tanto, debemos abstenernos de sacar conclusiones definitivas sobre la naturaleza fija de la ética guerrera.

### Budismo
El otro sistema de valores principal que gobierna la ética de los gunki monogatari es el budismo. En primer lugar, es importante señalar que el budismo y la ética guerrera no se consideran necesariamente opuestos entre sí. A pesar de sus diferencias inherentes, la ética de los gunki monogatari representa una especie de combinación de los dos. Esto es posible principalmente porque la forma de budismo que defienden los gunki monogatari es el budismo Amida, que enseña que cualquiera que se arrepienta de sus pecados y recurre a Amida Buddha puede renacer en su Paraíso Occidental y lograr la iluminación desde allí. Esta creencia permite a los guerreros, incluso mientras cometen actos de violencia, llamar al nombre de Amida. Además, perseguir la iluminación en esta vida, de acuerdo con el budismo Amida, es imposible debido al deterioro de la ley budista en la tierra (mappō).
Las ideas budistas clave en los gunki monogatari incluyen el karma, la idea de que las circunstancias actuales son castigos o recompensas por acciones pasadas, y la impermanencia, la idea de que todas las cosas en esta tierra no pueden durar mucho. Estos temas aparecen abiertamente en breves interjecciones como sermones en el texto. El Heike monogatari, en particular, puede ser concebido como un largo sermón sobre el budismo.